# Droga I/54 (Słowacja)
Droga I/54 (słow. Cesta I/54) – droga krajowa I kategorii na Słowacji, łącząca czeską arterię nr 54 z miastem Nové Mesto nad Váhom.